# Jan t'Serjacobs
Johannes t'Serjacobs van (der) Alphen (? - 1429) of Joannes Alphius was abt van de Abdij Affligem van 1413 tot 1425. In deze functie maakte hij deel uit van Staten van Brabant op het ogenblik dat deze instantie veel macht naar zich toe kon trekken, doordat hertog Jan IV van Brabant amper 12 jaar oud was toen hij zijn vader hertog Anton van Bourgondië moest opvolgen, die in 1414 was gesneuveld.
Als verkozen abt en hertogelijk raadsheer was Johannes t'Serjacobs een belangrijke raadgever van de hertog. Hij was een van de stichters van de universiteit van Leuven.
De familie t'Serjacobs was in de 15de eeuw een voorname patriciërsfamilie in het Brusselse. Hendrik 't Serjacobs, de vader van abt Jan t'Serjacobs, had in 1390 al zijn onroerende goederen aan de abdij gelegateerd. Deze had zijn roots in het Vlaams-Brabants dorp Teralfene (voorheen Ter Alphene), vandaar de naam "van (der) Alphen".  In het Historia sacra et profana archiepiscopatus Mechliniensis van Cornelius Van Gestel wordt naar hem verwezen als Joannes Alphius. 